# Drew Justice
Drew Justice (* 17. August 2001 in Houston, Texas) ist ein US-amerikanischer Schauspieler und Model. Seit 2014 ist er als Kinderdarsteller in der Rolle des Ranger Bowen in der Amazon-Studios-Original-Serie Gortimer Gibbon – Mein Leben in der Normal Street zu sehen.

## Leben und Karriere
Drew Justice wurde am 17. August 2001 in der Millionenstadt Houston im US-Bundesstaat Texas geboren und wurde noch in jungen Jahren als Model für Print- und Fernsehwerbekampagnen gebucht. In Printmedien war er dabei unter anderem für diverse Modemarken, aber auch für die HP Inc. oder Go RVing im Einsatz und hatte Auftritte in Werbesendungen des Space Center Houston und des US-Einzelhandelskonzerns Target Corporation. Im Jahre 2014 kam der SAG-AFTRA angehörende Nachwuchsschauspieler zu seinen ersten wesentlichen Einsätzen in Film und Fernsehen. Hierbei war er unter anderem in einer Episode der nur kurzlebigen Fox-Comedy-Serie Enlisted. Im selben Jahr war er auch in einer Paraderolle als Alfalfa, dem Pechvogel mit der aufrechtstehenden Haartolle, in Die kleinen Superstrolche retten den Tag, einer Neuverfilmung aus der Die-kleinen-Strolche-Reihe, in der einst Carl Switzer die Rolle des Alfalfa innehatte. Nachdem er im selben Jahr auch noch in Jacob Michael Kellers Kurzfilm Young Love, unter anderem neben Jenna Ortega, mit der er bereits in Die kleinen Superstrolche retten den Tag zusammenspielte, mitwirkte, war er ab diesem Jahr auch in der Rolle des Ranger Bowen in der Amazon-Studios-Original-Serie Gortimer Gibbon – Mein Leben in der Normal Street zu sehen. Dort tritt er neben Sloane Morgan Siegel, Ashley Boettcher und Siegels Filmmutter Robyn Lively als einer der Hauptdarsteller in Erscheinung. In der deutschsprachigen Synchronfassung der Serie, in die er bereits im September 2013 gecastet wurde, tritt Julian Putzke, Bruder der Synchronsprecherin Sonja Putzke, als deutsche Stimme von Drew Justice in Erscheinung.

## Filmografie
Filmauftritte (auch Kurzauftritte)
- 2014: Die kleinen Superstrolche retten den Tag (The Little Rascals Save the Day)
- 2014: Young Love (Kurzfilm)

Serienauftritte (auch Gast- und Kurzauftritte)
- 2014: Enlisted (1 Episode)
- 2014–2016: Gortimer Gibbon – Mein Leben in der Normal Street (Gortimer Gibbon’s Life on Normal Street, 39 Episoden)